# NGC 5237
NGC 5237 (другие обозначения — ESO 270-22, MCG -7-28-5, FAIR 160, PGC 48139) — галактика в созвездии Центавр.
Этот объект входит в число перечисленных в оригинальной редакции «Нового общего каталога».